# Ernest Butler
Ernest Butler (født 13. maj 1919, død 31. januar 2002) var en engelsk fodboldspiller (målmand).
Butler tilbragte hele sin aktive karriere, fra 1946 til 1953, hos Portsmouth F.C. Her var han med til at vinde det engelske mesterskab to år i træk, og missede ikke en eneste kamp i nogen af de to sæsoner. Han måtte indstille karrieren efter at have brækket håndleddet i en reserveholdskamp.

## Titler
Engelsk mesterskab
- 1949 og 1950 med Portsmouth